# Georges Hugon
Georges Hugon ( Paris, 23 de julho de 1904 - Blauvac, 19 de junho de 1980) foi um compositor francês.

## Biografia
Georges Hugon estudou no Conservatório de Paris e foi aluno de Paul Dukas, Jean Gallon e Georges Caussade. Obteve o primeiro Prémio de piano e de harmónica em 1921, e o primeiro prémio de composição em 1930. Nesse mesmo ano recebe o Prémio da Fundação Blumenthal para o pensamento e arte da França. Entre 1934 e 1940, dirige a Escola de Música de Boulogne sur Mer. Depois, é professor de solfégio no Conservatório de Paris, antes de ali ser nomeado professor de harmónica (1948).
A sua filha Elisabeth Hugon (1934-2004) foi conhecida sob o nome artístico de Sophie Daumier.

## Prémios
- Prémio Blumenthal (1930);
- Grande Prémio do Conselho General de Seine (1967).

## Obras
- Eaux-fortes, 4 peças para piano (1963)
- Nocturne para violino e piano (1929)
- Quatuor a cordas (1931)
- Eglogues de Virgile para flauta, clarinete, coro e harpa (1932)
- La Reine de Saba, para orquestra (1933)
- Simfonia n°1 (1941)
- Chants de deuil et d'espérance (1945)
- Simfonia n°2 La Genèse d'Or (1949)
- 5 chœurs a cappella, para voz feminina (1953)
- Sonate-Impromptu para violino e piano (1960)
- Introduction et allegro, para trombono e piano (1961)
- Concerto para piano (1962)
- De lumière et d'ombres (2 versões)
- Préludes à 4, Fantasia para harpa (1970)
- Adagio (1975)
- Sinfonia n°3 Prométhée (inacabado)